# Hortense Ellis
Pour les articles homonymes, voir Ellis.
Surnommée « The First Lady Of Song », Hortense Ellis, née le 18 avril 1941 à Kingston et décédée le 18-19 octobre 2000,, est une chanteuse de ska, de rocksteady et de reggae jamaïcaine. Elle est la sœur d'Alton Ellis.

## Biographie
Sa carrière débute au cours des Vere Johns' Opportunity Knocks Talent Show. Par la suite, elle enregistre pour de nombreux producteurs. Clement Dodd produit ses titres dès 1961 (Secretly). Suivent Duke Reid (Midnight, 1962), Prince Buster (I Need Love, 1967), Harry Mudie (en) (Down In The Aisle, 1971), Winston Riley, Lee Perry (Pieces Of My Heart), Bunny Lee (Natty Dread Time, 1977), Prince Jammy. Elle enregistre aussi de nombreux duos avec Derrick Morgan, son frère Alton, Peter Austin ou Stranger Cole.
Dans les années 1980, elle déménage pour New York avant de retourner vivre en Jamaïque. Elle est la mère de huit ou neuf enfants.